# 왈리드 살림 알라미
왈리드 살림 에드와리지 알라미(아랍어: وليد سالم اللامي, Waleed Salim Edwareej Al-Lami, 1992년 1월 5일 ~)는 이라크의 축구 선수이며 포지션은 오른쪽 풀백이다.